# Cúp quốc gia Wales 1895–96
Cúp quốc gia Wales 1895–96 là giải đấu bóng đá loại trực tiếp hàng năm dành cho các đội bóng ở Wales. Bangor City F.C. đánh bại Wrexham F.C. trong trận chung kết với tỉ số 3-1.

## Vòng Một

### Division One
|  | Bangor City | 3 – 1 (s.h.p.) | Llandudno Swifts | Maes-y-Dre Bangor |  |
|  |             |                |                  |                   |  |

|  | Westminster Rovers | 1 – 0 | Flint |  |  |
|  |                    |       |       |  |  |

|  | Mold Red Star | 1 – 3 | Carnarvon Ironopolis |  |  |
|  |               |       |                      |  |  |

Nguồn: Welsh Football Data Archive

### Division Two
|  | Wrockwardine Wood | 2 – 0 | Rhostyllen Victoria |  |  |
|  |                   |       |                     |  |  |

|  | Wellington St George | 3 – 0 | Rhos |  |  |
|  |                      |       |      |  |  |

|  | Market Drayton | 2 – 2 | Wellington Town |  |  |
|  |                |       |                 |  |  |

|  | Ironbridge | 2 – 11 | Druids |  |  |
|  |            |        |        |  |  |

Nguồn: Welsh Football Data Archive
1 Ironbridge bị loại vì cho ra sân cầu thủ không được đăng ký

#### Đá lại
|  | Market Drayton | 1 – 3 | Wellington Town |  |  |
|  |                |       |                 |  |  |

Nguồn: Welsh Football Data Archive

### Division Three
|  | Oswestry United | 3 – 1 | Llanidlois |  |  |
|  |                 |       |            |  |  |

Nguồn: Welsh Football Data Archive
Aberystwyth Town đi thẳng vào vòng tiếp theo.

Whitchurch đi thẳng vào vòng tiếp theo.

Porthmadog đi thẳng vào vòng tiếp theo.

### Division Four
|  | Rhayader | 2 – 1 | Builth |  |  |
|  |          |       |        |  |  |

|  | Hereford | 4 – 0 | Rogerstone |  |  |
|  |          |       |            |  |  |

Nguồn: Welsh Football Data Archive
Cardiff City rút lui trước Aberdare

## Vòng Hai
|  | Westminster Rovers | w/o | Carnarvon Ironopolis |  |  |
|  |                    |     |                      |  |  |

|  | Druids | 7 – 0 | Wrockwardine Wood |  |  |
|  |        |       |                   |  |  |

|  | Wellington St George | 3 – 2 | Wellington Town |  |  |
|  |                      |       |                 |  |  |

|  | Whitchurch | 3 – 4 | Aberystwyth Town |  |  |
|  |            |       |                  |  |  |

Nguồn: Welsh Football Data Archive
Porthmadoc rút lui trước Oswestry United

Rhayader rút lui trước Hereford

Bangor đi thẳng vào vòng tiếp theo.

Aberdare đi thẳng vào vòng tiếp theo.

## Vòng Ba
|  | Bangor City | 1 – 1 | Westminster Rovers |  |  |
|  |             |       |                    |  |  |

|  | Druids | 2 – 2 | Wellington St George |  |  |
|  |        |       |                      |  |  |

|  | Oswestry United | 3 – 4 | Aberystwyth Town |  |  |
|  |                 |       |                  |  |  |

|  | Aberdare | 2 – 4 | Hereford |  |  |
|  |          |       |          |  |  |

Nguồn: Welsh Football Data Archive

### Đá lại
|  | Bangor City | 3 – 1 | Westminster Rovers |  |  |
|  |             |       |                    |  |  |

|  | Druids | 0 – 3 | Wellington St George |  |  |
|  |        |       |                      |  |  |

Nguồn: Welsh Football Data Archive

## Vòng Bốn
|  | Brymbo Institute | 2 – 3 | Aberystwyth Town |  |  |
|  |                  |       |                  |  |  |

|  | Wrexham | 4 – 0 | Chirk AAA |  |  |
|  |         |       |           |  |  |

|  | Hereford | 0 – 0 | Newtown |  |  |
|  |          |       |         |  |  |

|  | Bangor City | 1 – 1 | Wellington St George |  |  |
|  |             |       |                      |  |  |

Nguồn: Welsh Football Data Archive

### Đá lại
|  | Bangor City | 4 – 0 | Wellington St George |  |  |
|  |             |       |                      |  |  |

|  | Hereford | 3 – 1 | Newtown |  |  |
|  |          |       |         |  |  |

Nguồn: Welsh Football Data Archive

## Bán kết
|  | Newtown     | 1 – 1 | Bangor City | Racecourse Ground Wrexham |  |
|  | C Parry 40' |       | J Roberts   |                           |  |

|  | Wrexham    | 1 – 0 | Aberystwyth Town | Welshpool |
|  | T Owen 15' |       |                  |           |

Nguồn: Welsh Football Data Archive

### Đá lại
|  | Newtown | 0 – 3 | Bangor City                    | Racecourse Ground Wrexham |
|  |         |       | T Thomas · J Roberts · C Jones |                           |

Nguồn: Welsh Football Data Archive

## Chung kết
| Bangor                         | 3 – 1 | Wrexham |
| ------------------------------ | ----- | ------- |
| T Thomas 5',C Jones, J Roberts |       | Pugh    |

| Bangor. | Wrexham |